# Конституционный референдум в Алжире (2020)
Конституционный референдум в Алжире состоялся 1 ноября 2020 года. Предметом референдума был пересмотр конституции Алжира, последовавший за серией протестов, известных как Движение Хирак.
Референдум стал попыткой президента Абдельмаджида Теббуна удовлетворить требования, выдвинутые демонстрантами, акции протеста которых привели к отставке бывшего президента Абдель Азиза Бутефлики, который четырежды избирался главой государства. Пересмотренная конституция направлена на реформирование полномочий правительства Алжира.

## Предлагаемые поправки

### Парламентская реформа
Обновлённая конституция позволит президенту назначать премьер-министра, если политическая партия президента имеет большинство в парламенте, или главу правительства, если альтернативная партия имеет парламентское большинство. В любом случае премьер-министр или глава правительства будут выступать в качестве главы исполнительной власти вместе с президентом, но, в отличие от президента, могут быть отстранены Национальной народной ассамблеей посредством вотума недоверия. После назначения у этого главы исполнительной власти будет 30 дней на формирование правительства (процесс в парламентских системах, который включает назначение членов кабинета). Если они не смогут сформировать правительство, то лишатся своего положения. В статьях 103—110 подробно описан процесс назначения премьер-министра или главы правительства президентом.
В статье 122 будет установлен максимальный срок полномочий членов парламента в два срока, а в статье 126 уточняется, что членам парламента будет предоставлен парламентский иммунитет только за действия, связанные с выполнением ими своих функций.
Новая конституция не позволяет принимать законы путем постановления во время парламентских каникул, как это возможно в соответствии с действующей версией алжирской конституции.

### Судебная реформа
Новая конституция заменит Конституционный совет Алжира Конституционным судом.

### Реформа президентского института
Новая конституция сохранит ограничение на два пятилетних срока президентства, но расширит это ограничение, охватывая как последовательные, так и непоследовательные сроки. Даже срок полномочий уходящего в отставку президента также будет считаться полностью завершенным. Бутефлика смог оставаться президентом в течение четырёх сроков даже после внесения в 2016 году поправки к конституции, которая ввела ограничения на количество сроков, поскольку в поправке говорилось, что она будет применяться только к будущим президентам.
Первоначальный проект предусматривал возможность для президента республики назначать вице-президента, но впоследствии этот пункт был удалён в окончательной версии конституции.

### Другие реформы
В соответствии с предложенными поправками, Национальная независимая избирательная комиссия (ННИК) будет конституционирована в целях содействия демократии, повышения безопасности выборов и борьбы с коррупцией.
Упоминание о Движении Хирак будет включено в преамбулу конституции.
Военное вмешательство потребует большинства в две трети в парламенте и будет происходить под контролем Организации Объединённых Наций, Африканского союза и Лиги арабских государств.
Ссылаясь на аналогичные темы в Конституции Алжира 1989 года, новая конституция также подтверждает приверженность правительства укреплению общественных прав и свобод, а людям с двойным гражданством будет разрешено занимать руководящие должности в правительстве, что ранее было запрещено.

## Критика
Несмотря на предложенные реформы, Теббун и правительство Алжира столкнулись с критикой того, что пересмотренная конституция не решает многие из вопросов, поставленных под сомнение Движением Хирак, особенно баланс сил.

### Исполнительная власть над парламентом
При принятии обновлённой конституции, президент всё равно сохраняет право вето над законами двумя способами:
1. Отправить на пересмотр закон, что потребует квалифицированного большинства в парламенте для его принятия.
2. Косвенное вето в Совете нации, где одна треть от общего числа его членов была назначена Теббуном, а для одобрения законопроекта требуется большинство в три четверти.

Другие опасаются, что парламент Теббуна быстро превратится в парламент Бутефлики, который потерял общественное одобрение из-за слабого политического дискурса и заявления о верности самому Бутефлике.
Алжирский парламент исторически пытался завоевать чувство уважения у некоторых алжирцев, и в прошлом он сталкивался со значительными коррупционными скандалами. Примечательно, что один из членов парламента утверждал, что места в собрании были проданы некоторым примерно за 540 000 долларов.
Другие утверждают, что некоторые аспекты предложенной конституции не являются ни эффективными, ни действенными на практике, и что, в частности, партийное большинство в парламенте, необходимое для назначения премьер-министра, невозможно в стране с часто раздробленными политическими партиями и идеологиями.

### Исполнительная власть над судебной
Исполнительная власть сохранит за собой право назначать судей в судебные органы без одобрения парламента, что вызывает вопросы относительно их объективности и способности способствовать подотчётности.

### Прочие
Согласно новой конституции, президент будет контролировать все государственные регулирующие органы. Критики высказывают опасения, что это, наряду с другими полномочиями в исполнительной власти, парламенте и судебной системе, «даёт [ему] полномочия императора».

## Результаты
| Выбор                               | Голосов    | %     |
| ----------------------------------- | ---------- | ----- |
| За                                  | 3 356 091  | 66,80 |
| Против                              | 1 668 148  | 33,20 |
|                                     |            |       |
| Действительных голосов              | 5 024 239  | 88,74 |
| Недействительных голосов            | 637 308    | 11,26 |
| Всего                               | 5 661 547  | 100   |
| Воздержались от участия             | 18 805 071 | 76,86 |
| Зарегистрированных избирателей/Явка | 24 466 618 | 23,14 |

Согласны ли вы с предложенным вам пересмотром Конституции?
| Да 3 356 091 (66,80 %) |  |  | Нет 1 668 148 (33,20 %) |
| ▲                      |  |  |                         |
| Абсолютное большинство |  |  |                         |